# Udtja sameby
Udtjá sameby är en av två skogssamebyar i Jokkmokks kommun, i vilken Udtja har sitt huvudområde. I sydost, nedanför lappmarksgränsen har byn även ett annat område, Rödingsträsk, som i huvudsak ligger inom Bodens samt Älvsbyns kommuner i Norrbotten. Samebyns huvudområde är ungefär åtta mil långt och tre mil brett och sträcker sig mellan Tjavelkjaure i nordväst och Tellejaure i sydöst.
Att byn är en skogssameby innebär att renarna är i skogslandet hela året. Åretruntmarkerna ligger ovanför lappmarksgränsen och vinterbetesmarkerna nedanför.
Byn huvudområde har tidigare hört till den gamla Jokkmokksbyn, som figurerar i historiska källor från 1500-talet och framåt men som upplöstes 1946.

## Huvudområdet
I söder "från lappmarksgränsen uppefter Pite älv till Arjeplogs sockengräns och denna upp till högsta toppen av Talvatisåive". Pite älv utgör gräns mellan Udtja och Östra Kikkejaurs samebyar.

I väster "en rät linje från högsta toppen av Talvatisåive mot öster till sydligaste kröken av Tjäurajokk."

I norr "från sydligaste kröken av Tjäurajokk ned längs denna bäck till Naustajaure, efter denna sjö till dess östra ände, därifrån en rät linje till Padjejaures västligaste vik, över denna sjö och längs efter därifrån utrinnande bäck till Juokkiljaure, efter denna sjö till dess östra ände, längs Juokkiljokk till Nelkejokks inflöde i denna bäck, därifrån en rät linje mot öster till Pouttaure vägskäl på landsvägen Älvsbyn-Jokkmokk (nuvarande E45 mellan Kåbdalis och Jokkmokk), från detta vägskäl längs efter landsvägen till Puottaure och därifrån en rät linje mot öster till den punkt där lappmarksgränsen skär Krokån."

I öster sträcker sig samebyn så långt som samerna enligt sedvanerätt plägat utsträcka sina flyttningar" (OBS: se Rödingsträsk-området nedan).
Längden är ovanför lappmarksgränsen, exklusive Rödingsträsk, cirka 84 kilometer. Största bredd är cirka 36 kilometer. Arealen var (1968) 2269 km².
Fram till år 1946 ingick Udtja samt Slakka samebyar i Jokkmokks skogslappby, vilken upplöstes detta år. I samband med detta sammanfogades Udtja, Rödingsträskgruppen samt en mindre grupp vid Akkajaur. Den sistnämnda hade sitt ursprung i den samtidigt upplösta Malmesjaurs lappby.
Udtja samebys huvudområde gränsar i norr mot fjällsamebyn Tuorpon, i väster mot fjällsamebyn Luokta-Mávas samt skogssamebyn Ståkke samt i söder mot Östra Kikkejaur sameby.
Området ligger till stor del inom Robotförsöksplats Norrland.

## Rödingsträsk
Rödingsträskgruppen av Udtja sameby utnyttjar ett område som i huvudsak ligger inom landskapet Norrbotten och sålunda nedanför lappmarksgränsen. Rödingsträsk och Udtjas huvudområde gränsar emellertid direkt mot varandra och hör samman sedan 1946. Rödingsträsk och Udtja huvudområde överlappar varandra i ett område strax innanför lappmarksgränsen i huvudsak sydost om Puottaur.
Området ligger mellan Lule älv i norr (nordost) och Pite älv i söder. I öster sträcker sig byns område nästan ända fram till Boden. Dess östgräns på kartan (Manker) går från Degerbäcken vid Lule Älv söderut genom Alträskets norra ände och vidare mot sydväst förbi Pite-Altervattnets östra kant ner till Pite älv nedströms Älvsbyn i höjd med Älvsbyns flygplats. Den södra gränsen följer helt Pite älv från denna punkt upp till lappmarksgränsen.
Ernst Manker lämnar en utförlig beskrivning av området i specialstudien Silponah - Anteckningar från Rödingsträsk 1948, återgivna i hans huvudverk (se källor nedan).
Manker upplyser om att renskötarna själva kallar sig Silponah, dvs "Silpofolket", vilket de använder i stället för den svenska beteckningen "Rödingsträsk". Han berättar vidare att området har ett relativt högt välstånd, jämfört med andra samebyar, och att byarna är bebyggda med bondgårdar. Manker upplyser också om att "i en tredje gård lyste idrottspriser i silver, nysilver och tenn från byrålådor och hyllor. Här bodde Sivert Mattsson, ett av det unga 30-talets största skidlöparnamn och Sven Utterströms kamrat i Olympiska Spelen i Lake Placid (1932)."

## Historia

### Den gamla Jokkmokksbyn
Det område som Udjta sameby nu brukar ingick fram till 1946 i Jokkmokksbyn. Det var en skogssamisk by som omtalas i historiska källor redan på 1500-talet. Jokkmokksbyn omfattade området kring sjön Karats och vidare åt sydväst. Byns hade förmodligen sitt gamla vinterviste där Jokkmokks samhälle idag ligger.
I en statlig utredning från 1882 sades om Jokkmokks lappby att en del av skogssamerna i byn hade börjat flytta med sina renar till fjälls om somrarna och således hade börjat leva som fjällsamer. Fortfarande fanns dock fem skogssamer kvar i byn, alltså sådana som vistades året om i skogslandet. En av dem var samtidigt hemmansägare. När byindelningen sedan formaliserades genom 1886 års renbeteslag blev Jokkmokks skogslappby en av fyra lappbyar i Jokkmokks socken. År 1946 upplöstes byn, men den södra delen av byns område ombildades till Udtja sameby.

### Språk
Samerna inom Udtja sameby tillhör språkhistoriskt ett gränsområde mellan den umesamiska språkgruppen i söder och den lulesamiska språkgruppen i norr.

### Traditioner
Ernst Manker anger beträffande gruppen Udtja (huvudområdet) en del Äldre förhållanden;

Den förste Udtjabon var enligt muntlig tradition Pavvatj (lille Pavva). Denne var så stark att han kunde lyfta en synnerligen tung sten, som sedan dess kallas Pavvatj sten. I samband med Karl XII:s krig i början av 1700-talet lär Pavvatj ha försvarat byn mot rövare.

## Platser inom Udtja huvudområde (Mankers ordning)
| - Udtja - Paktja - Årjaskiedde - Puoljesvare - Harrok - Erikjaur | - Sikkakiedde - Tjappesåive - Reusak (Reuksak) - Jårbok (Jarpok) - Råvek - Kadsevare | - Unna Palja - Aitevaratj - Reuna - Pasatis - Palja-Iraka - Såke (Tsåke) | - Pietsekaite - Sårvatskielas - Lullekietj - Fatsatj - Kuollejaur - Lillvarjisträsk | - Kuosajokk - Låmenåive - Vargisån (Varjisån) - Varjisträsk - Kuollejaurvarats - Jäknajaur | - Paljesauvon - Buoksejaur - Akkajaur-Akkavare - Kuerpavarats - Iggejaur - Tjärkavare | - Iggevare - Tjäura - Nausta - Juokkil - Puottaur - Holmträsk | - Åberget - Njuonjahaur |

### Järnvägsstationer vidInlandsbanan
- Kitajaur
- Kåbdalis
- Tellejokk
- Varjisträsk
- Iggejaur

### Sjöar
- Naustajaure
- Udtjajaure
- Harrokjaure
- Kuollejaure
- Jäknajaure
- Vitbergsträsk

## Platser inom Rödingsträsks område (Mankers ordning)
| - Rödingsträsk - Porsnäsmyren - Slättberget - Kvarnhult - Bastumyren - Suddok | - Storsand - Edefors - Krokå - Bodträsksfors - Svartlå - Degerbäcken | - Åkerholm - Puottaur - Holmträsk - Vitbergsträsk - Hapträsk - Bredsel - Sävdal |

### Järnvägsstationer vidNorra stambanan
- Hednoret
- Brännberg
- Älvsbyn

### Sjöar
- Suppatjaure
- Keltisträsk
- Degerträsket
- Jönskölsträsk
- Alträsket